# جامعه پیش‌صنعتی

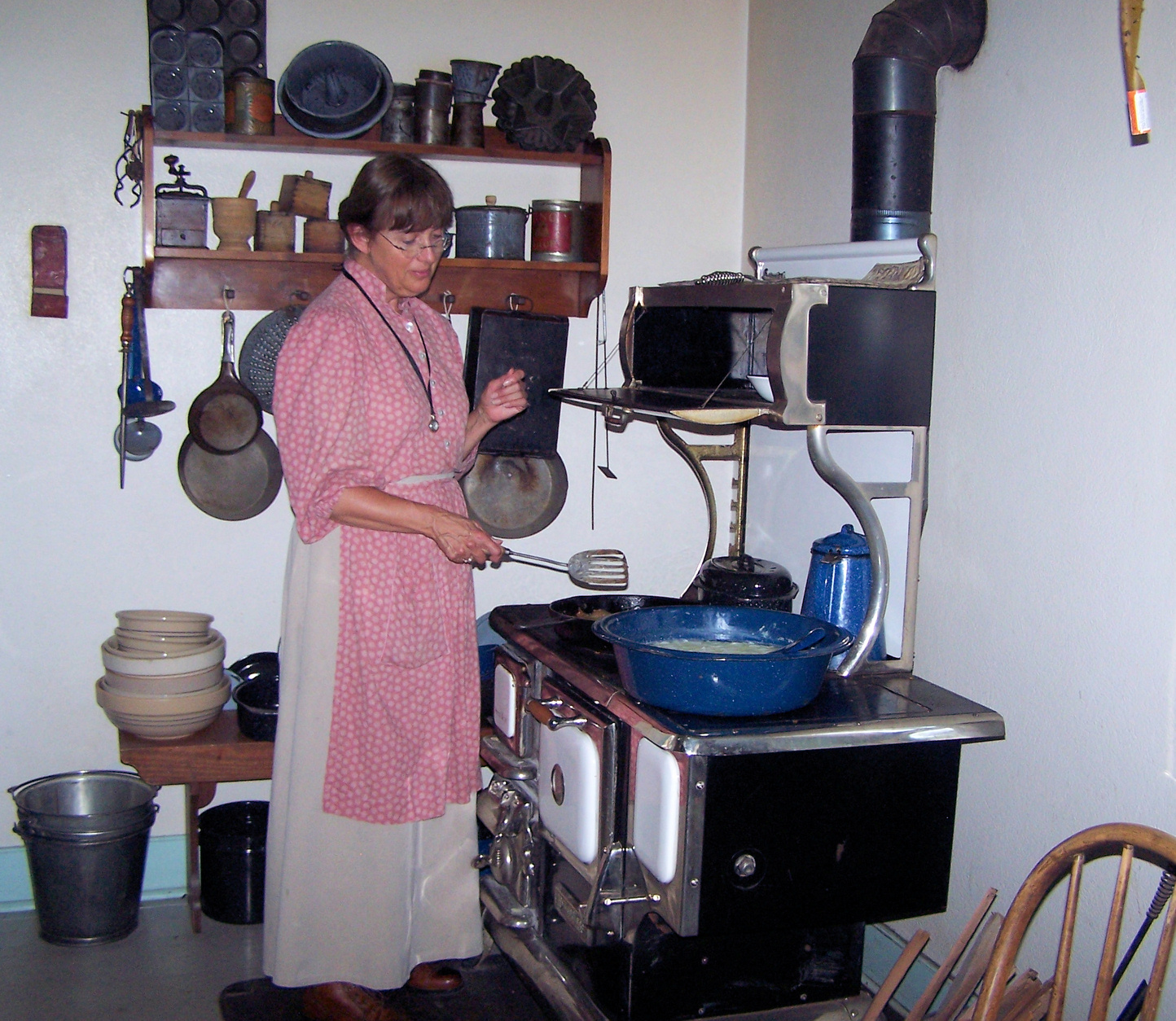
آشپزخانه روستایی ۱۹۱۸

جامعه پیش‌صنعتی، اشاره به ویژگی‌های اجتماعی و شکل‌های سازمانی گروه‌های سیاسی و فرهنگی متداولی که پیش از پدیداری انقلاب صنعتی، در بازهٔ زمانی از ۱۷۵۰ تا ۱۸۵۰ است. اصطلاح «پیش از رواج صنعت و صنعت شدن» اشاره به دورانی پیش از آن‌است که جامعه توانست از ماشین آلات و ابزارها برای کمک به انجام کارها به صورت یک‌جا کمک بگیرد. تمدن پیش از صنعتی شدن به سده‌ها پیش برمی‌گردد، ولی دوران اصلی شناخته شده به عنوان جامعهٔ پیش‌صنعتی درست قبل از جامعه صنعتی رخ داده‌است. جامعه‌های پیش‌صنعتی در هر منطقه‌ای نسبت به منطقهٔ دیگر، بسته به فرهنگ هر منطقه یا سابقهٔ تاریخی زندگی اجتماعی و سیاسی آنها متفاوت است. اروپا در این‌مورد، برای نظام فئودالی و دوران قرون وسطایی شناخته شده‌است.

## ویژگی‌های جامعهٔ پیش‌صنعتی
- تولید محدود
- در درجه اول یک اقتصاد کشاورزی
- تقسیم محدود کار، است. در یک جامعهٔ پیش‌صنعتی، تولید نسبتاً ساده بوده و تعداد تخصص‌ها و کارشناسان محدود بود.
- محدودیت تعداد طبقات اجتماعی.